# Alexandre Bosch i Catarineu
Alexandre Bosch i Catarineu (Barcelona, 19 d'octubre de 1882 - Sevilla, 19 de març de 1939)fou un advocat, empresari i polític català, fill de Ròmul Bosch i Alsina natural de Calella i de Maria dels Àngels Catarineu i Ferran, natural d'Igualada. Era germà de Ròmul Bosch i Catarineu.
Membre del Partit Liberal (fracció romanonista) com el seu pare, fou membre de la Diputació de Barcelona i diputat pel districte de Vic a les eleccions generals espanyoles de 1916. Posteriorment fou un dels fundadors de la Unión Monárquica Nacional. Després dels fets del sis d'octubre de 1934 fou nomenat delegat de la Generalitat de Catalunya a Girona.